# Río Sal
Río Sal är en ort i Mexiko.   Den ligger i kommunen San Pedro Pochutla och delstaten Oaxaca, i den sydöstra delen av landet, 500 km sydost om huvudstaden Mexico City. Río Sal ligger 417 meter över havet och antalet invånare är 175.
Terrängen runt Río Sal är lite bergig. Runt Río Sal är det ganska tätbefolkat, med 60 invånare per kvadratkilometer. Närmaste större samhälle är Santa María Huatulco, 7,0 km söder om Río Sal. I omgivningarna runt Río Sal växer i huvudsak lövfällande lövskog.